# STS-111
STS-111 — космический полёт MTKK «Индевор» по программе  «Спейс Шаттл» (110-й полёт программы), целью которого является продолжение сборки Международной космической станции. Индевор стартовал 5 июня 2002 года из Космического центра Кеннеди в штате Флорида. Основной задачей являлась доставка на Международную космическую станцию (МКС) 5-й основной экспедиции, часть UF2 многоцелевого модуля снабжения (MPLM) — «Леонардо», мобильной системы обслуживания MBS, научной аппаратуры и грузов.

## Экипаж
- (НАСА): Кеннет Кокрелл (5)[5] — командир;
- (НАСА): Пол Локхарт (1) — пилот;
- (CNES): Филипп Перрен (1) — специалист полёта-1;
- (НАСА): Франклин Чанг-Диаз (7) — специалист полёта-2, бортинженер.

### На этапе полёта к МКС
На этапе полёта к МКС в экипаже STS-111, как специалисты полёта, находились участники 5-й долговременной экспедиции:
- (НАСА): Пегги Уитсон (1) — специалист полёта-3;
- (Роскосмос): Валерий Корзун (2) — специалист полёта-4;
- (Роскосмос): Сергей Трещёв (1) — специалист полёта-5.

### На этапе возвращения
На этапе возвращения в составе экипажа STS-111, как специалисты полёта, находились участники 4-й долговременной экспедиции:
- (НАСА): Карл Уолз (4) — специалист полёта-3;
- (НАСА): Дэниел Бурш (4) — специалист полёта-4;
- (Роскосмос): Юрий Онуфриенко (2) — специалист полёта-5.

## Параметры полёта
- Масса аппарата
  - при старте — 116 521 кг;
  - при посадке — 99 383 кг;
- Грузоподъёмность — 12 058 кг;
- Наклонение орбиты — 51,6°;
- Период обращения — 91,9 мин;
- Перигей — 349 км;
- Апогей — 387 км.

## Выходы в космос
Все выход в открытый космос и внекорабельная деятельность была осуществлена астронавтами Филиппом Перреном и Франклином Чанг-Диазом.
- 9 июня c 15:27 до 22:41 (UTC), длительность 7 часов 14 минут — установка узла PDGF, вынос противометеоритных экранов, подготовка к переносу MBS.
- 11 июня c 15:20 до 20:20 (UTC), длительность 5 часов 00 минут — завершение монтажа MBS к MT, подключение кабелей.
- 13 июня c 15:16 до 22:13 (UTC), длительность 7 часов 17 минут — Замена отказавшего «запястного сустава» манипулятора SSRMS.

## СМИ
- Запуск
- Приземление